# Į

Į, į는 리투아니아어, 나바호어, 크리크어, 서아파치어 등에 사용되는 문자이다.

## 관련 문자
- Ą
- Ę
- Ų
- Ǫ